# Celmisia spectabilis
Espèce
Classification phylogénétique
Celmisia spectabilis est une espèce de plantes à fleurs de la famille des Asteraceae. C'est une espèce de marguerite arborescente que l'on trouve à l'état sauvage en Nouvelle-Zélande.